# Colonia José Preza
Colonia José Preza är en ort i Mexiko.   Den ligger i kommunen Atzalan och delstaten Veracruz, i den sydöstra delen av landet, 220 km öster om huvudstaden Mexico City. Colonia José Preza ligger 901 meter över havet och antalet invånare är 171.
Terrängen runt Colonia José Preza är lite bergig. Runt Colonia José Preza är det ganska tätbefolkat, med 100 invånare per kvadratkilometer. Närmaste större samhälle är Atzalan, 17,5 km sydväst om Colonia José Preza. I omgivningarna runt Colonia José Preza växer i huvudsak städsegrön lövskog.